# Армстронг, Самира
Сами́ра Рис А́рмстронг (англ. Samaire Rhys Armstrong, род. 31 октября 1980, Токио, Япония) — американская актриса, наиболее известная по фильмам «Остаться в живых» и «Мальчик в девочке», а также телесериалам «Одинокие сердца», «Грязные мокрые деньги» и «Воскрешение».

## Биография
Самира Армстронг родилась в семье Хантера Армстронга, по национальности шотландца, и его жены Сильвии, итальянки. Мать Армстронг создаёт спа для курортов, а отец тренирует солдат австралийской армии.
Несколько лет Армстронг прожила в Японии, где занималась различными видами боевых искусств, в том числе дзюдо. Затем она с родителями переехала на Гавайи, а после в Калифорнию, позже в Аризону, где и выросла. Она также жила в Малайзии и Китае. После окончания школы поехала в Лос-Анджелес попытать счастья в актёрском деле.
Ещё в три года Армстронг твердо знала, кем хочет стать, заявив перед видеокамерой, что хочет стать актрисой. В школьные годы в ней сказывались и материнские гены: на Хэллоуин она не хотела быть похожей на других и часто сама шила костюмы для себя и своих друзей. Сейчас она обожает модную одежду, которую сама же и создает под собственной маркой молодёжной одежды NARU. В последнее время её творение оценила молодёжь Голливуда.
Карьера Армстронг сначала складывалась не совсем удачно, но в 2001 году она всё-таки снялась в своем первом фильме «Недетское кино», где играла одну из сестер Фрателли, после чего сыграла более значительные роли в фильмах «Остаться в живых», «Поцелуй на удачу», снялась во многих популярных сериалах: «Секретные материалы», «C.S.I.: Место преступления Майами» и другие. В 2006 году Самира сыграла главную роль в фильме «Мальчик в девочке».
Армстронг сыграла одну из главных ролей в сериале «Воскрешение», который вышел на ABC в 2014 году.
Армстронг состоит в фактическом браке, у неё есть сын Кэлин (родился в декабре 2012).

## Фильмография
| Год       |    | Русское название                  | Оригинальное название     | Роль                       |
| --------- | -- | --------------------------------- | ------------------------- | -------------------------- |
| 2000      | с  | Нас пятеро                        | Party Of Five             | Мередит                    |
| 2000      | с  | Хулиганы и ботаны                 | Freaks and Geeks          | Лори                       |
| 2001      | с  | Скорая помощь                     | ER                        | Таша                       |
| 2001      | с  | Справедливая Эми                  | Judging Amy               | Энджи Бекер                |
| 2001      | ф  | Недетское кино                    | Not Another Teen Movie    | Кара Фрателли              |
| 2001      | с  | Секретные материалы               | The X-Files               | Натали Гордон              |
| 2003—2006 | с  | Одинокие сердца                   | The O.C.                  | Анна Стерн                 |
| 2004      | с  | Полиция Нью-Йорка                 | NYPD Blue                 | Кристин                    |
| 2004—2005 | с  | Красавцы                          | Entourage                 | Эмили                      |
| 2005      | с  | 4исла                             | Numb3rs                   | Скайлер Уайатт             |
| 2006      | ф  | Остаться в живых                  | Stay Alive                | Эбигейл                    |
| 2006      | ф  | Поцелуй на удачу                  | Just My Luck              | Мэгги                      |
| 2006      | с  | C.S.I.: Место преступления Майами | CSI: Miami                | Бринн Робертс              |
| 2006      | ф  | Мальчик в девочке                 | It’s a Boy Girl Thing     | Нелл Бедуорт               |
| 2007      | ф  | Вампирша                          | Rise                      | Дженни                     |
| 2007—2009 | с  | Грязные мокрые деньги             | Dirty Sexy Money          | Джулиет Дарлинг            |
| 2010      | с  | Как преуспеть в Америке           | How to Make It in America | Джейн                      |
| 2011—2012 | с  | Менталист                         | The Mentalist             | Саммер Эджкомб             |
| 2013      | с  | Сыны анархии                      | Sons of Anarchy           | Дарвани Дженнингс          |
| 2014      | с  | Воскрешение                       | Resurrection              | Элейн Ричардс              |
| 2015      | с  | Сталкер                           | Stalker                   | Люси                       |
| 2016      | с  | Агент Картер                      | Agent Carter              | Уилма Калли                |
| 2016      | с  | Морская полиция: Новый Орлеан     | NCIS: New Orleans         | Марион Уоткинс             |
| 2017      | с  | Стрела                            | Arrow                     | Лора Рамирес               |
| 2017      | с  | Анатомия страсти                  | Grey’s Anatomy            | Клэр Нолан                 |
| 2017      | с  | Морская полиция: Спецотдел        | NCIS                      | Мелисса Гудман             |
| 2018      | мс | Робоцып                           | Robot Chicken             | Триш Уокер / Пэтти Майонес |
| 2018      | с  | Реанимация                        | Code Black                | Табита Маркуит             |
| 2020      | ф  | Второй                            | The 2nd                   | Оливия Питерс              |